# DHB-Pokal 1982
Der DHB-Pokal 1982 war die achte Austragung des Handballpokalwettbewerbs der Herren. Das Finale, das aus Hin- und Rückspiel bestand, fand am 17. und 19. Juni 1982 statt. Sieger wurde zum dritten Mal in der Vereinsgeschichte der VfL Gummersbach.

## Modus
Es traten 64 Mannschaften aus der Bundesliga (BL), der 2. Bundesliga (ZL), der Regionalliga (RL; = 3. Liga), der Oberliga (OL; = 4. Liga) und dem Landesverband (LV) unterhalb der Oberliga im K.-o.-System gegeneinander an. Es wurden zwei Hauptrunden ausgetragen. Danach erfolgte die weitere Ausspielung in Achtel-, Viertel und Halb-Finals sowie einem Finale, das aus Hin- und Rückspiel bestand.

## Teilnehmende Mannschaften
| Bundesliga die 14 Vereine der Saison 1981/82 | 2. Bundesliga die 24 Vereine der Saison 1981/82 | Regionalliga 17 Vereine der Saison 1981/82 | Oberliga 6 Vereine der Saison 1981/82                                                                | Landesverband 3 Vereine der Saison 1981/82        |
| VfL Gummersbach TV Großwallstadt Reinickendorfer Füchse TUSEM Essen TuS Nettelstedt VfL Günzburg TuS Hofweier THW Kiel SG Dietzenbach TV 05/07 Hüttenberg Frisch Auf Göppingen TuSpo Nürnberg OSC Dortmund SV Bayer 04 Leverkusen | MTSV Schwabing TSV Grün-Weiß Dankersen TuS Griesheim TSV 05 Rot HSG Hannover DSC Wanne-Eickel SG Weiche-Handewitt TSV Birkenau TB Wülfrath TuS Eintracht Wiesbaden TSV Jahn Gensungen TSB Flensburg VfL Fredenbeck TBV Lemgo TSV Verden SG VTB/Altjührden TuS Derschlag SG Leutershausen TSG Haßloch Berliner SV 92 TuS Schutterwald VfL Heppenheim TSV Milbertshofen SV Grunewald | SG Köndringen/Teningen TSV Altenholz TV Petterweil SG Düren 99 BW Wittorf SG Eintracht Mainz-Mombach TV Grambke Bremen TS Steinheim 1874 OSC 04 Rheinhausen TV 1896 Kirrweiler HC TuRa Bergkamen TV Hemsbach TV 03 Wörth VfL Eintracht Hagen TSV Tempelhof-Mariendorf Spfr. Hamborn 07 TSV Tarp | TV Aldekerk 07 Hermannia Kassel TG 1848 Donzdorf VfL Kirchheim/Teck SV Blau-Weiß Spandau MTV Warberg | TSV München-Ost TSV Bietigheim MTV Jahn Barnstorf |

## Erste Hauptrunde
Die Spiele der ersten Hauptrunde fanden vom 13. März bis 17. April 1982 statt.
| Datum          | Mannschaft 1                    |   | Mannschaft 2                  | Ergebnis |
| -------------- | ------------------------------- | - | ----------------------------- | -------- |
| 13./14.03.1982 | TuS Nettelstedt (BL)            | – | TV Großwallstadt (BL)         | 16:20    |
| 7. Apr. 1982   | SG Dietzenbach (BL)             | – | VfL Gummersbach (BL)          | 17:21    |
| 13./14.03.1982 | TSV Milbertshofen (ZL)          | – | Frisch Auf Göppingen (BL)     | 12:24    |
| 13./14.03.1982 | TuS Schutterwald (ZL)           | – | SV Bayer 04 Leverkusen (BL)   | 15:19    |
| 13./14.03.1982 | TSV Grün-Weiß Dankersen (ZL)    | – | TV 05/07 Hüttenberg (BL)      | 21:20    |
| 13./14.03.1982 | SG Köndringen/Teningen (RL)     | – | VfL Günzburg (BL)             | 20:21    |
| 13./14.03.1982 | TSV Altenholz (RL)              | – | Reinickendorfer Füchse (BL)   | 20:36    |
| 13./14.03.1982 | TV Petterweil (RL)              | – | TuS Hofweier (BL)             | 17:31    |
| 13./14.03.1982 | SG Düren 99 (RL)                | – | THW Kiel (BL)                 | 18:27    |
| 17. März 1982  | BW Wittorf (RL)                 | – | TuSpo Nürnberg (BL)           | 14:18    |
| 13./14.03.1982 | SG Eintracht Mainz-Mombach (RL) | – | TUSEM Essen (BL)              | 17:32    |
| 13./14.03.1982 | TSV München-Ost (LV)            | – | OSC Dortmund (BL)             | 11:17    |
| 13./14.03.1982 | TuS Griesheim (ZL)              | – | TBV Lemgo (ZL)                | 19:20    |
| 13./14.03.1982 | VfL Fredenbeck (ZL)             | – | TuS Derschlag (ZL)            | 22:18    |
| 13./14.03.1982 | SG Weiche-Handewitt (ZL)        | – | VfL Heppenheim (ZL)           | 16:20    |
| 13./14.03.1982 | TSV Verden (ZL)                 | – | TuS Eintracht Wiesbaden (ZL)  | 17:16    |
| 13./14.03.1982 | MTSV Schwabing (ZL)             | – | SV Grunewald 60 (ZL)          | 34:21    |
| 13./14.03.1982 | TV Grambke Bremen (RL)          | – | TB 1891 Wülfrath (ZL)         | 17:23    |
| 13./14.03.1982 | TS Steinheim 1874 (RL)          | – | HSG Hannover (ZL)             | 19:20    |
| 13./14.03.1982 | OSC 04 Rheinhausen (RL)         | – | TSB Flensburg (ZL)            | 17:20    |
| 13./14.03.1982 | TV 1896 Kirrweiler (RL)         | – | TSG Haßloch (ZL)              | 17:18    |
| 13./14.03.1982 | HC TuRa Bergkamen (RL)          | – | DSC Wanne-Eickel (ZL)         | 23:20    |
| 13./14.03.1982 | TV Hemsbach (RL)                | – | SG Leutershausen (ZL)         | 13:14    |
| 13./14.03.1982 | TV 03 Wörth (RL)                | – | TSV Birkenau (ZL)             | 18:27    |
| 13./14.03.1982 | VfL Eintracht Hagen (RL)        | – | Berliner SV 1892 (ZL)         | 17:18    |
| 13./14.03.1982 | TV Aldekerk 07 (OL)             | – | SG VTB/Altjührden (ZL)        | 22:16    |
| 13./14.03.1982 | Hermannia Kassel (OL)           | – | TSV Jahn Gensungen (ZL)       | 25:24    |
| 13./14.03.1982 | TG 1848 Donzdorf (OL)           | – | TSV Rot 05 (ZL)               | 20:19    |
| 13./14.03.1982 | VfL Kirchheim/Teck (OL)         | – | TSV Tempelhof-Mariendorf (RL) | 22:15    |
| 13./14.03.1982 | SV Blau-Weiß Spandau (OL)       | – | Spfr. Hamborn 07 (RL)         | 20:24    |
| 13./14.03.1982 | MTV Warberg (OL)                | – | TSV Tarp (RL)                 | 22:19    |
| 13./14.03.1982 | TSV Bietigheim (LV)             | – | MTV Jahn Barnstorf (LV)       | 21:18    |

## Zweite Hauptrunde
Die Spiele der zweiten Hauptrunde fanden vom 10. bis 14. April 1982 statt.
| Datum         | Mannschaft 1                |   | Mannschaft 2                 | Ergebnis |
| ------------- | --------------------------- | - | ---------------------------- | -------- |
| 10. Apr. 1982 | SV Bayer 04 Leverkusen (BL) | – | OSC Dortmund (BL)            | 21:16    |
| 10. Apr. 1982 | MTSV Schwabing (ZL)         | – | TuSpo Nürnberg (BL)          | 27:18    |
| 10. Apr. 1982 | VfL Heppenheim (ZL)         | – | TuS Hofweier (BL)            | 17:18    |
| 10. Apr. 1982 | TB 1891 Wülfrath (ZL)       | – | Reinickendorfer Füchse (BL)  | 30:25    |
| 10. Apr. 1982 | HSG Hannover (ZL)           | – | TV Großwallstadt (BL)        | 14:22    |
| 10. Apr. 1982 | VfL Fredenbeck (ZL)         | – | Frisch Auf Göppingen (BL)    | 13:24    |
| 10. Apr. 1982 | TBV Lemgo (ZL)              | – | TUSEM Essen (BL)             | 16:22    |
| 10. Apr. 1982 | TSG Haßloch (ZL)            | – | VfL Günzburg (BL)            | 17:28    |
| 14. Apr. 1982 | TSV Verden (ZL)             | – | VfL Gummersbach (BL)         | 17:24    |
| 10. Apr. 1982 | Hermannia Kassel (OL)       | – | THW Kiel (BL)                | 22:26    |
| 10. Apr. 1982 | SG Leutershausen (ZL)       | – | TSV Birkenau (ZL)            | 17:20    |
| 10. Apr. 1982 | HC TuRa Bergkamen (RL)      | – | TSV Grün-Weiß Dankersen (ZL) | 21:24    |
| 10. Apr. 1982 | VfL Kirchheim/Teck (OL)     | – | Berliner SV 1892 (ZL)        | 23:19    |
| 10. Apr. 1982 | TV Aldekerk 07 (OL)         | – | TSB Flensburg (ZL)           | 16:22    |
| 10. Apr. 1982 | TSV Bietigheim (LV)         | – | Spfr. Hamborn 07 (RL)        | 12:14    |
| 10. Apr. 1982 | TG 1848 Donzdorf (OL)       | – | MTV Warberg (OL)             | 20:17    |

## Achtelfinale
Die Spiele der Achtelfinals fanden vom 1. bis 12. Mai 1982 statt.
| Datum        | Mannschaft 1                 |   | Mannschaft 2                | Ergebnis |
| ------------ | ---------------------------- | - | --------------------------- | -------- |
| 5. Mai 1982  | THW Kiel (BL)                | – | TuS Hofweier (BL)           | 15:17    |
| 1. Mai 1982  | MTSV Schwabing (ZL)          | – | Frisch Auf Göppingen (BL)   | 23:19    |
| 12. Mai 1982 | TSV Grün-Weiß Dankersen (ZL) | – | VfL Gummersbach (BL)        | 17:22    |
| 1. Mai 1982  | TUSEM Essen (BL)             | – | TB 1891 Wülfrath (RL)       | 23:15    |
| 1. Mai 1982  | TV Großwallstadt (BL)        | – | Spfr. Hamborn 07 (RL)       | 22:7     |
| 1. Mai 1982  | TG 1848 Donzdorf (OL)        | – | VfL Günzburg (BL)           | 16:22    |
| 1. Mai 1982  | VfL Kirchheim/Teck (OL)      | – | SV Bayer 04 Leverkusen (BL) | 18:19    |
| 1. Mai 1982  | TSV Birkenau (ZL)            | – | TSB Flensburg (ZL)          | 21:14    |

## Viertelfinale
Die Spiele der Viertelfinals fanden am 15. Mai 1982 statt.
| Datum        | Mannschaft 1         |   | Mannschaft 2                | Ergebnis |
| ------------ | -------------------- | - | --------------------------- | -------- |
| 15. Mai 1982 | VfL Gummersbach (BL) | – | TuS Hofweier (BL)           | 24:18    |
| 15. Mai 1982 | VfL Günzburg (BL)    | – | SV Bayer 04 Leverkusen (BL) | 25:21    |
| 15. Mai 1982 | TUSEM Essen (BL)     | – | MTSV Schwabing (ZL)         | 15:17    |
| 15. Mai 1982 | TSV Birkenau (ZL)    | – | TV Großwallstadt (BL)       | 14:20    |

## Halbfinale
Die Spiele der Halbfinals fanden am 29. Mai 1982 statt.
| Datum        | Mannschaft 1          |   | Mannschaft 2         | Ergebnis |
| ------------ | --------------------- | - | -------------------- | -------- |
| 29. Mai 1982 | VfL Günzburg (BL)     | – | VfL Gummersbach (BL) | 22:26    |
| 29. Mai 1982 | TV Großwallstadt (BL) | – | MTSV Schwabing (ZL)  | 21:15    |

## Finale
Das Finale um den DHB-Pokal, das aus Hin- und Rückspiel bestand, wurde am 17. und 19. Juni 1982 zwischen dem TV Großwallstadt und dem VfL Gummersbach ausgetragen. Den Pokal sicherte sich zum dritten Mal in der Vereinsgeschichte die Mannschaft vom VfL Gummersbach, die das Team des TV Großwallstadt mit 36:31 (Hinspiel 18:19, Rückspiel 18:12) besiegte.
| Datum         | Mannschaft 1          |   | Mannschaft 2          | Ergebnis |
| ------------- | --------------------- | - | --------------------- | -------- |
| 17. Juni 1982 | TV Großwallstadt (BL) | – | VfL Gummersbach (BL)  | 19:18    |
| 19. Juni 1982 | VfL Gummersbach (BL)  | – | TV Großwallstadt (BL) | 18:12    |